# Molophilus (Austromolophilus) cranstoni
Molophilus (Austromolophilus) cranstoni is een tweevleugelige uit de familie steltmuggen (Limoniidae). De soort komt voor in het Australaziatisch gebied.